# Saxicolella
Saxicolella é um género botânico pertencente à família Podostemaceae.

## Espécies
- Saxicolella marginalis (G. Taylor) M. Cheek

1. ↑  «Saxicolella — World Flora Online». www.worldfloraonline.org. Consultado em 19 de agosto de 2020